# Президентские выборы на Мальдивах (2003)
Президентские выборы на Мальдивах прошли 17 октября 2003 года в форме референдума, так как Парламентом был предложен только один кандидат. Действующий президент Момун Абдул Гаюм был переизбран в шестой раз на пост, набрав 90 %. Эти выборы стали последними успешными выборами для Гаюма.

## Результаты
| Кандидат                                   | Количество голосов | %     |
| Момун Абдул Гаюм (За)                      | 102 909            | 90,28 |
| Против                                     | 11 083             | 9,72  |
| Непризнанные бюллетени                     | 857                | -     |
| Итого                                      | 114 849            | 100   |
| Количество населения, имеющих право голоса | 148 271            | 77,46 |